# Gemma Arterton
Gemma Christina Arterton (Gravesend, Anglaterra, 2 de febrer de 1986) és una actriu, activista, i productora de cinema anglesa. Va fer el seu debut fent de Rosaline a Love's Labour's Lost de Shakespeare al Globe Theatre (2007), i el seu debut al cinema va ser a la comèdia St Trinian's (2007). El seu salt a la fama es va produir a l'interpretar la Xica Bond Strawberry Fields a Quantum of Solace l'any següent, actuació que li va fer guanyar un Premi Empire a Millor Debutant.

## Filmografia

### Cinema
| Any  | Títol                                        | Paper               | Notes                          |
| ---- | -------------------------------------------- | ------------------- | ------------------------------ |
| 2007 | St Trinian's                                 | Kelly Jones         |                                |
| 2008 | Three and Out                                | Frankie Cassidy     |                                |
| 2008 | RocknRolla                                   | June                |                                |
| 2008 | Quantum of Solace                            | Strawberry Fields   |                                |
| 2009 | The Boat That Rocked                         | Desiree             |                                |
| 2009 | The Disappearance of Alice Creed             | Alice Creed         |                                |
| 2009 | St Trinian's 2: The Legend of Fritton's Gold | Kelly Jones         |                                |
| 2010 | Lluita de titans (Clash of the Titans)       | Io                  |                                |
| 2010 | Prince of Persia: The Sands of Time          | Princesa Tamina     |                                |
| 2010 | Tamara Drewe                                 | Tamara Drewe        |                                |
| 2010 | A Turtle's Tale: Sammy's Adventures          | Shelly              | Paper de veu, versió britànica |
| 2012 | Byzantium                                    | Clara               |                                |
| 2012 | Song for Marion                              | Elizabeth           |                                |
| 2013 | Hansel & Gretel: Witch Hunters               | Gretel              |                                |
| 2013 | Runner Runner                                | Rebecca Shafran     |                                |
| 2014 | The Voices                                   | Fiona               |                                |
| 2014 | Gemma Bovery                                 | Gemma Bovery        |                                |
| 2016 | 100 Streets                                  | Emily               |                                |
| 2016 | The Girl with All the Gifts                  | Helen Justineau     |                                |
| 2016 | The History of Love                          | Alma Mereminski     |                                |
| 2016 | Orpheline                                    | Tara                |                                |
| 2016 | La seva millor història (Their Finest)       | Catrin Cole         |                                |
| 2017 | The Escape                                   | Tara                |                                |
| 2018 | Vita and Virginia                            | Vita Sackville-West |                                |
| 2019 | Murder Mystery                               | Grace Ballard       |                                |
| 2019 | My Zoe                                       |                     | Postproducció                  |
| 2020 | The King's Man                               | Mata Hari           | Filmant                        |
| N/S  | Summerland                                   | Alice               | Postproducció                  |